# Anna Slavíková-Jordánová
Anna Slavíková-Jordánová (též Anna Slavik, rozená Anna Slavíková, 11. května 1877 Bořetice u Neustupova – 2. dubna 1948 Jindřichův Hradec) byla česká operní pěvkyně (sopranistka).

## Život
Narodila se v Bořeticích u Neustupova ve středních Čechách v rodině dílenmistra. Střední vzdělání získala v Brně, hlasovou průpravu pak u ředitele kůru zdejšího kostela sv. Jakuba B. Krejčího.
První angažmá našla Slavíková v roce 1895 v divadle v Olomouci. Odtud pak přešla do Deutsches Theater v Brně a 1. září 1898 po úspěšném hostování v rolích Margarete a Paminy získala stálé angažmá v Hoftheateru v hesenském Darmstadtu, kde pak působila až do roku 1901. Poté účinkovala až do roku 1914 v operním souboru pražského Národního divadla. Kvůli své svévoli a rozmarům se několikrát dostala do konfliktu s vedením divadla. Koncem roku 1913 začala pěvkyně studovat zpěv u Teresy Arklowé v Miláně. Pobyt v Itálii si pak prodloužila dle libosti, takže premiéra opery Adolfa Piskáčka Ughlu musela být odložena. Smlouva v Národním divadle Jordánové vypršela v červnu 1914 a dále již nebyla prodloužena.
Roku 1914 se provdala za Bohumíra Jordána, pozdějšího divizního generála Československé armády, a nadále nepůsobila v žádném angažmá. Během dvacátých let pak Jordánová koncertovala v Praze a dalších městech Československa.
Zemřela 2. dubna v Jindřichově Hradci. Pohřbena byla v rodinném hrobě na pražském Vyšehradském hřbitově.

## Dílo
Ztvárňovala především role mladších ženských figur, mezi publikem byla relativně oblíbená.

## Galerie

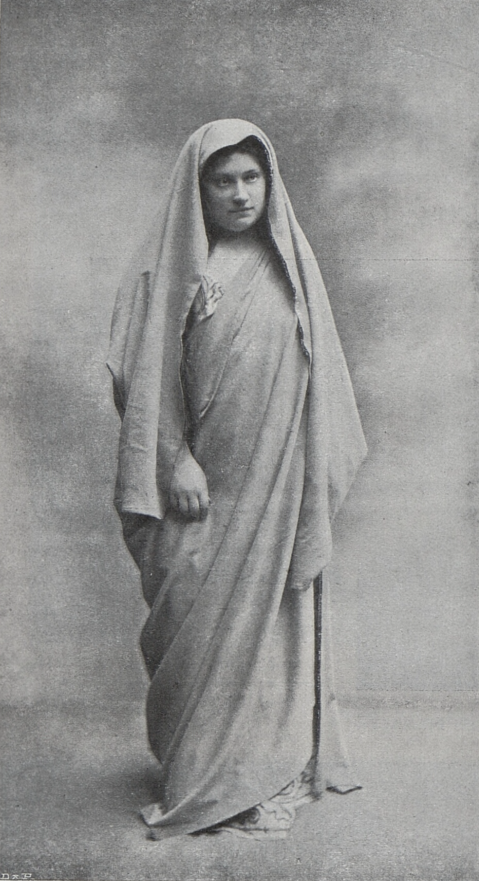
Anna Slavíková jako Krasava v opeře Libuše (Český svět, 1908)
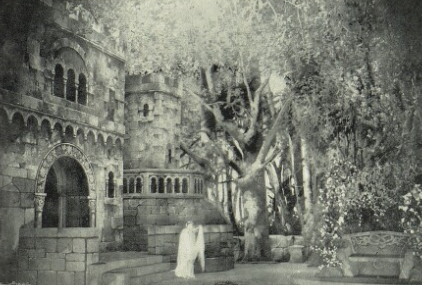
Účinkování v opeře Tristan a Isolda